# Anchitosia
Anchitosia is een geslacht van zeesterren uit de familie Goniasteridae.

## Soort
- Anchitosia queenslandensis (Livingstone, 1932)